# Lüder Deecke

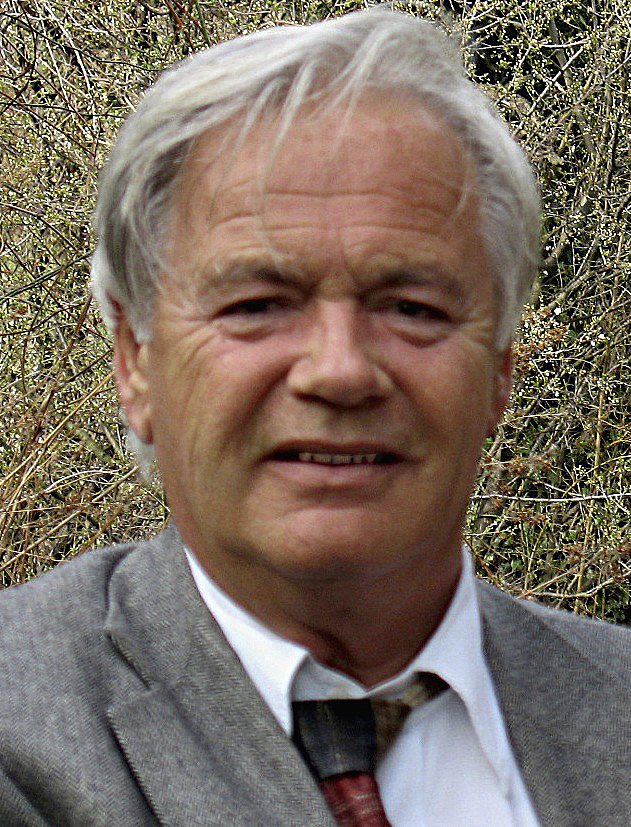
Porträtfoto

Lüder Deecke (* 22. Juni 1938 in Lohe-Rickelshof, Schleswig-Holstein) ist ein deutsch-österreichischer Neurologe und Neurowissenschaftler.
Deecke war von 1985 bis 2006 Ordinarius für Klinische Neurologie an der Universität Wien. Er war Vorstand der Universitätsklinik für Neurologie der Universität Wien, ab 2004 der Medizinischen Universität Wien und Vorstand des Ludwig-Boltzmann-Instituts für Funktionelle Hirntopographie.
Seine frühen Forschungen in den 1960er Jahren zusammen mit Hans Helmut Kornhuber führten zur Entdeckung des Bereitschaftspotentials (oder readiness potential), ein Signal für neuronale Aktivität im Gehirn, das unseren Willkürbewegungen und Handlungen vorausgeht. Deecke veröffentlichte mehrere Bücher und circa 600 wissenschaftliche Arbeiten und Bearbeitungen auf den Gebieten Neurologie, Klinische Neurologie, Neurophysiologie, klinische Neurophysiologie, Neurowissenschaften, Hirnforschung, Bewegungskrankheiten, Schlaganfall, Epilepsie etc.

## Leben
Nach dem Abitur 1958 am Humanistischen Gymnasium Ernestinum Celle begann er ein Studium der Physik an der Universität Hamburg, wurde jedoch 1959 zum Militärdienst einberufen, den er 1960 als Leutnant beendete. Von 1960 bis 1965 studierte er, mit einem Stipendium der Studienstiftung des deutschen Volkes, Medizin in Freiburg im Breisgau, Hamburg und Wien. 1966 erlangte er den Doktorgrad mit einer Arbeit über das Bereitschaftspotential, das er gemeinsam mit seinem Doktorvater Hans Helmut Kornhuber entdeckt hatte. Von 1964 bis 1966 arbeitete er an der Neurologischen Universitätsklinik Freiburg bei Richard Jung und von 1967 bis 1970 an der Neurologischen Universitätsklinik Ulm bei Kornhuber. Nach einem Studienaufenthalt als Research Fellow 1970 bis 1971 an der University of Toronto habilitierte er sich 1974 zum Professor für Neurologie und Neurophysiologie. 1982 war er Distinguished Visiting Professor an der Simon Fraser University in Vancouver, die ihm 2003 die Ehrendoktorwürde verlieh. 1985 erhielt er den Lehrstuhl für Klinische Neurologie der Universität Wien und die Leitung der Neurologischen Universitätsklinik Wien (bis 2000). 1991 mit der Übersiedlung in das Neue Allgemeine Krankenhaus der Stadt Wien (AKH) wurde Deecke auch Vorstand der Abteilung für Klinische Neurologie. 1991 war er Distinguished Visiting Professor an der University of California, Irvine bei Arnold Starr. 1993 gründete und leitete Deecke das Ludwig-Boltzmann-Institut für Funktionelle Hirntopographie. Im Oktober 2006 wurde Deecke emeritiert.

## Wissenschaftlicher Beitrag
1964 machte Deecke als Doktorand von Hans Helmut Kornhuber EEG-Ableitungen beim Menschen vor und nach willentlichen Bewegungen und Handlungen, und beide entdeckten eine langsame Aktivierung (Negativbewegung) im EEG, das Bereitschaftspotential. Der Terminus Bereitschaftspotential (BP) wurde zu einem deutschen Fachbegriff in der englischen Sprache. Um Hirnaktivität vor einem nicht vorhersehbaren Ereignis – welches eine Willkürbewegung ja ist – abzuleiten, brauchte es eine besondere Methode, die Rückwärtsanalye (reverse averaging). Sie wurde ebenfalls im Jahre 1964 von den Autoren erfunden. 1989 wurden die Autoren von der privatwirtschaftlichen Zitationsdatenbank Science Citation Index eingeladen, für diese Publikation einen Kommentar als This week’s Citation Classic in Current Contents Life Sciences zu veröffentlichen.
1970 bis 1971 machte Deecke in Toronto, Canada bei John M. Fredrickson Vestibularis-Experimente (Gleichgewichtssinn) beim Affen und fand dabei den thalamischen Relaiskern, Nucleus ventralis posterior inferior (VPI) für die vestibuläre Projektion zum Cortex. In einem zweiten Projekt untersuchte er beim Rhesusaffen normotherme Perfusion als therapeutische Maßnahme bei Querschnitts-Rückenmarks-Kompression, und als drittes Projekt die Veränderungen der akustisch evozierten Potentiale bei respiratorischem Stress.
1978 erschienen Hinweise, dass die supplementär-motorischen Rinde (supplementary motor area, SMA) aktiv ist vor willentlichen Handlungen und zeitlich vor der Aktivierung des Primären Motorischen Cortex (M1, Brodmann-Areal 4) auftritt. Diese Publikation führte zu der Erkenntnis, dass die frühe Komponente des Bereitschaftspotentials (BP1 oder BPearly) von der Aktivierung der SMA generiert wird. BP1 ist bilateral-symmetrisch, weil stets – auch bei einseitigen Handlungen – die SMAs beider Hemisphären aktiv sind. Die zweite Komponente des Bereitschaftspotentials (BP2 oder BPlate) wird vom Primären Motorischen Cortex M1 generiert und ist asymmetrisch, nämlich dominant über der contralateralen Hemisphäre.
1982 wurde im Rahmen von Deeckes Gastprofessur auf Einladung von Hal Weinberg in Vancouver das Magnetoenzephalographie-(MEG-)Analogon des Bereitschaftspotentials, das Bereitschaftsmagnetfeld (Bereitschaftsfield) erstmals abgeleitet. Ab 1985 in Wien hatte Deecke sein eigenes MEG-Labor, zuerst mit einem 5-Kanal MEG-System, ab 1996 mit dem MEG Zentrum Wien ein MEG-Gerät mit 143 Kanälen (CTF Vancouver, Canada). Es gelang, die Beteiligung der SMA am Bereitschaftsmagnetfeld (Bereitschaftsfield) nachzuweisen.
1984 wurden Nachfolge-Bewegungen (Tracking-Bewegungen) per Hand auf visuelle und taktile Reize untersucht. Es fanden sich Hinweise, dass der frontale Cortex (SMA, präfrontaler Cortex) die Bewegung oder Handlung vorbereitet und überwacht, sie aber nicht auslöst. Das Frontalhirn delegiert dies an die "Expertensysteme für Nachfolge (Tracking) im Gehirn", nämlich an den visuellen Cortex und an den M1. 2002 wurde der Terminus Bereitschafts-BOLD effect durch Ross Cunnington u. a. geprägt in ereignisgekoppelten fMRT-Untersuchungen (event-related fMRI studies) am Department of Clinical Neurology and Department of Radiodiagnostics Medical University of Vienna.
Es wird also gemäß Deecke und Kornhuber die frühe Komponente des BP (BP1 oder BPearly) generiert von folgenden Rindenfeldern: der SMA, der prä-SMA und der Cingulären Motorischen Rinde (cingulate motor area, CMA). Letztere wird jetzt auch als anteriorer mitt-cingulärer Cortex (aMCC) bezeichnet. Die zweite Komponente (BP2 oder BPlate) wird vom M1 generiert. Im Gegensatz zu früheren Ansichten läuft die intentionale Aktivität nach Kornhuber und Deecke nicht direkt von der SMA zum M1, sondern sie läuft über die cortico-basalganglio-thalamo-corticale Schleife, kurz motorische Schleife (motor loop) genannt. Das bedeutet, dass die Vorbereitung einer Bewegung bereits im Frontallappen stattfindet und an die Routineprozesse der Basalganglien übergeben wird, die die Vorarbeit für den motorischen Cortex M1 leisten. M1 generiert dann die Salve für die Pyramidenbahn, was uns dann auch bewusst wird. Während des frühen BPs (BP1) ist Handlungsvorbereitung noch nicht bewusst, doch während BP2 wird sie bewusst. Ausgehend von dieser Beobachtung folgerte Benjamin Libet, dass wir bei der Initiierung der Handlung keinen freien Willen hätten (BP1) doch bei der Bewegungskontrolle (BP2) hätten wir freien Willen. Kornhuber und Deecke betonen, dass es bewusste und unbewusste Agenden im Gehirn gebe und beide wichtig seien. Die unbewussten Agenden würden bei weitem überwiegen, das Bewusstsein sei nur die "Spitze eines Eisbergs".
Die Anschauungen von Kornhuber und Deecke über SMA und CMA wurden inzwischen durch ähnliche Modellvorstellungen von Ross Cunnington und Team ergänzt. Dass das limbische System bei der frühen Handlungsvorbereitung stets mitbeteiligt sei – durch die Abgleichung mit den internen Bedürfnissen, der emotionalen Grundbefindlichkeit und unserer jeweiligen Stimmung – wurde von Kornhuber und Deecke seit längerem postuliert und wurde nunmehr von der Cunnington-Gruppe in ähnlicher Weise modelliert. Kornhuber und Deecke argumentierten, dass Freiheit gegeben sei, eine Freiheit in Freiheitsgraden, die der Mensch durch eigene Kraft und Lernen hinaufregulieren könne, um seine Willensfreiheit, die ein dynamischer Prozess sei, zu verbessern.

## Ehrungen und Auszeichnungen

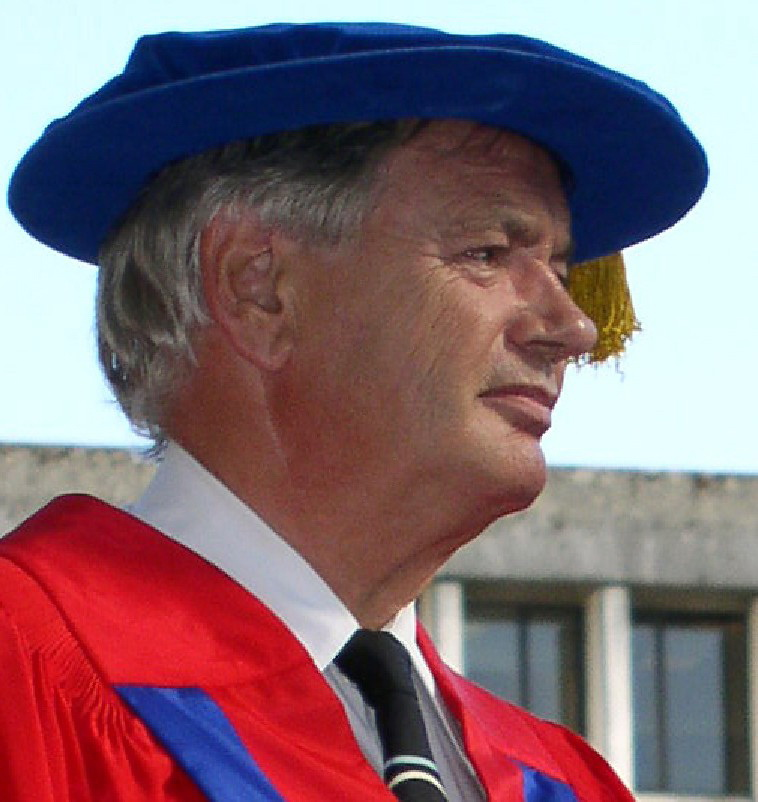
Am 2. Oktober 2003 wurde Deecke der Dr. honoris causa (Dr. h. c.) von der Simon Fraser University Greater Vancouver, Canada verliehen.

- 1971 Wissenschaftspreis der Stadt Ulm
- 1982 Distinguished Visiting Professor Simon Fraser University Vancouver
- 1989 Dr. Herbert Reisner Preis
- 1990 Citation Classic, Current Contents, Institute for Scientific Information (Kornhuber & Deecke, Pflügers Arch. 284, 1965, S. 1–17)
- 1991 Distinguished Visiting Professor University of California, Irvine
- 1997 Hoechst Preis
- 2000 Hans-Berger-Preis der Deutschen Gesellschaft für Klinische Neurophysiologie
- 2003 Dr. honoris causa Simon Fraser University Vancouver
- 2006 ‘Verdienstorden der Ehrwürdigen Bruderschaft vom Heiligen Kreuz’ (Medal of Merit from the Honourable Fraternity of the Holy Cross)
- 2008 Adjunct Professor Simon Fraser University, Burnaby Vancouver Canada
- 2009 Preis Théophil Gluge der Königlich Belgischen Akademie der Wissenschaften ‘for scientific merits in the field of Neurology and Neurosciences’y[18]
- 2015 Fellow der European Academy of Neurology (FEAN)

## Mitgliedschaften in internationalen Vereinigungen
Deecke hatte während seiner aktiven Zeit bis Oktober 2006 Mitgliedschaften bei 52 internationalen und nationalen wissenschaftlichen Gesellschaften. 1987 wurde er Präsident der Österreichischen Multiple-Sklerose-Gesellschaft. Er war in mehreren Editorial Boards von wissenschaftlichen Zeitschriften.

## Publikationen
Bücher
- mit Hans Helmut Kornhuber: Wille und Gehirn. 2. überarb. Auflage. Edition Sirius im Aisthesis-Verlag, Bielefeld/Locarno 2009, ISBN 978-3-89528-628-5.
- Ist Geist neurophysiologisch fassbar? In: M. F. Peschl, A. Batthyany (Hrsg.): Geist als Ursache? Mentale Verursachung im interdisziplinären Diskurs. Königshausen & Neumann, Würzburg 2008, ISBN 978-3-8260-3806-8, S. 121–161.
- Was ist Geist aus der Sicht der Hirnforschung? In: Kurt Appel, H. P. Weber, Rudolf Langthaler, Sigrid Müller (Hrsg.): Naturalisierung des Geistes? Königshausen & Neumann, Würzburg 2008, ISBN 978-3-8260-3811-2.
- Die Gedanken sind frei – der Wille ist frei. Willensfestigung als psychotherapeutisches Behandlungselement. In: O. Wiesmeyr, A. Batthyany (Hrsg.): Sinn und Person. Beitr. z. Logotherapie und Existenzanalyse von Viktor E. Frankl. (= Beltz-Taschenbuch 179). Beltz Verlag, Weinheim/Basel 2006, ISBN 3-407-22179-7, S. 331–372.
- mit K. Zeiler und E. Auff (Hrsg.): Klinische Neurologie. Facultas Universitätsverlag, Wien 2006, ISBN 3-85076-751-5.
- Freies Wollen und Handeln aus dem Urgrund der Seele. In: M. F. Peschl (Hrsg.): Die Rolle der Seele in der Kognitions- und Neurowissenschaft. Auf der Suche nach dem Substrat der Seele. Königshausen & Neumann Würzburg 2005, ISBN 3-8260-2909-7, S. 63–108.
- L. Deecke, J. C. Eccles, V. B. Mountcastle (Hrsg.): From neuron to action. An appraisal of fundamental and clinical research. Springer, Berlin / Heidelberg / New York 1990, ISBN 3-540-52072-4.
- L. Deecke, K. Zeiler: Wie vermeide ich den Schlaganfall? Beeinflußbare Risikofaktoren. Facultas Verlag, Wien 1990, ISBN 3-85076-271-8.
- T. Mergner, A. Ebner, L. Deecke: Akustisch evozierte Potentiale (AEP) in Klinik und Praxis. Springer, Wien / New York 1989.
- mit Jürgen Kriz: Sinnorientiertes Wollen und Handeln zwischen Hirnphysiologie und kultureller Gestaltungsleistung. Picus, Wien 2007, ISBN 978-3-85452-527-1.
- H. H. Kornhuber, L. Deecke (Hrsg.): Motivation, motor and sensory processes of the brain: Electrical potentials, behaviour and clinical use. (= Progres in Brain Research. Vol 54). Elsevier, Amsterdam 1980, ISBN 0-444-80196-0.

Fachartikel
Deecke verfasste ca. 600 Fachartikel und Bearbeitungen:
- Publikationsliste der privaten Homepage
- ResearchGate Publikationsliste